# Приток
Притокът е воден поток, вливащ се в по-голям воден поток (ручей, река) или езеро.
Обикновено притоците са с по-малка дължина и воден обем, с друго направление на своята долина, а понякога е различен цвета на водата, строежа на бреговете и др. Притоците са с различен порядък, в зависимост от това къде се вливат. Ако се вливат в главната река те са от първи порядък, техните притоци са от втори порядък и т.н. Когато притоците на една река се изброяват в низходяща последователност (от извора към устието), то те се подреждат от най-високата (най-близо до извора на реката) до най-ниската (най-близо до устието) точка на вливане. Километрите, на които се вливат притоците от по-долен порядък в река от по-горен порядък се отчитат от устието нагоре по реката от по-горен порядък. Притоците са леви или десни. Това се определя от гледна точка на посоката, в която тече реката, в която притока се влива. Например р. Искър е десен приток на р. Дунав, а река Доспат е ляв приток на Места. Обратното на притока се нарича ръкав. Реката и притоците ѝ отводняват даден речен басейн.